# Kryształy bliźniacze

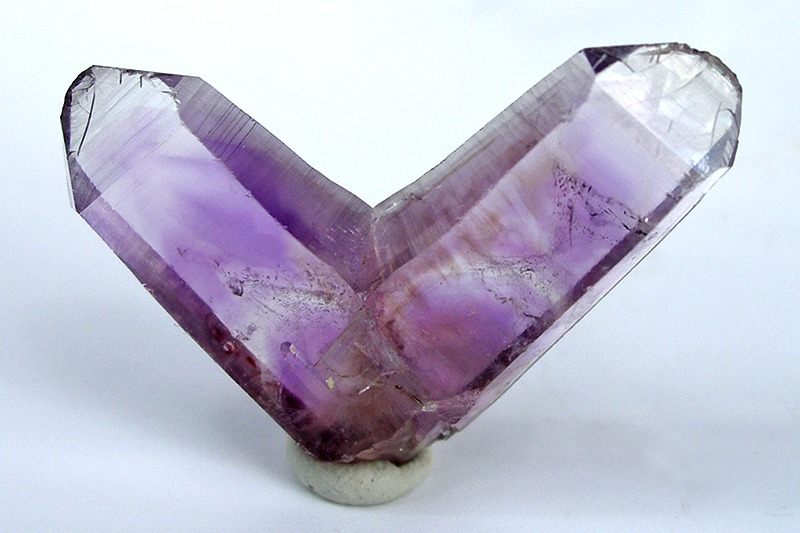
Kryształy bliźniacze - ametyst (rodzaj kwarcu)

Kryształy bliźniacze, bliźniaki – rodzaj zrostów kryształów, tzw. zrostów prawidłowych, wytworzonych z tego samego materiału chemicznego, zachowujące ściśle określone prawa bliźniacze. Wymagane jest, aby przynajmniej dwie ściany lub krawędzie zrostów były równoległe. Charakterystyczne dla nich są kąty wklęsłe (wewnętrzne większe niż 180°). Tworzą je m.in. gips, kasyteryt, ortoklaz, fluoryt, rutyl i staurolit. Celowe wywoływanie tego zjawiska nazywa się bliźniakowaniem.
Powstanie kryształów bliźniaczych może powodować niekiedy pseudosymetrię, a może dziać się tak wtedy, gdy postacie o niższej symetrii mogą się zrastać w taki sposób, że tworzą kryształy o pozornie wyższej symetrii. Przykładowo, rombowy aragonit zwykle tworzy słupy o pozornej symetrii heksagonalnej. Zbliźniaczone kryształy rzadko mają gładkie i równe ściany. Częściej są one pokryte różnymi nierównościami i prążkami (tzw. prążkowanie bliźniacze). Prążkowanie pewnych minerałów np. kwarc, piryt czy turmalin jest tak typowe, że może służyć jako ważna wskazówka identyfikacyjna.
Prawidłowe zrosty mogą też tworzyć kryształy różnych minerałów. Jest to możliwe wówczas, gdy z roztworu lub stopu wydzielają się minerały okazujące podobieństwo krystalograficzne i strukturalne. Zrosty takie tworzy np. albit z ortoklazem, sfaleryt z pirytem cynowym.
Prawidłowe zrosty różnych minerałów są dość rozpowszechnione w przyrodzie. Nie zawsze można je rozpoznać na podstawie wyglądu zewnętrznego i dlatego dawniej niektóre zrosty uważano za odrębne kryształy. Dopiero wprowadzenie bardziej precyzyjnych metod badania minerałów umożliwiło dokładniejsze ich poznanie.
Prawa bliźniacze podają wskaźniki płaszczyzny lub osi bliźniaczej. Ta sama substancja może tworzyć bliźniaki według kilku, a nawet kilkunastu praw bliźniaczych.
Obecność zbliźniaczeń wpływa na wygląd zewnętrzny i bywa pomocna przy identyfikacji substancji krystalicznej. Na bliźniakach występują kąty wklęsłe, których nigdy nie ma na pojedynczych kryształach.

## Rodzaje zbliźniaczeń[3]
W zależności od wzajemnego położenia poszczególnych osobników wyróżnia się:
- bliźniaki kontaktowe (zbliźniaczenia stykowe) – płaszczyzna zrostu osobników jest zgodna z płaszczyzną bliźniaczą, którą jest jedna ze ścian rzeczywistych lub możliwych kryształu, ale nigdy płaszczyzna symetrii
- bliźniaki penetracyjne (zbliźniaczenia przerosłe) – tworzą je kryształy przerastające się wzajemnie; płaszczyzna zrostu jest nierówna, a prawo bliźniacze określone jest przez oś nie pokrywającą się z osiami symetrii kryształu
- bliźniaki wielokrotne – są to zrosty trzech lub więcej kryształów (np. kryształy naśladowcze); istnieją ich różne rodzaje:
  - polisyntetyczne – o równoległych płaszczyznach zrostu (typowe dla plagioklazów)
  - cykliczne – płaszczyzny bliźniacze nie są równoległe, natomiast niekiedy tworzą pierścień (bliźniaki cerusytu, chryzoberylu
  - penetracyjne wielokrotne – przykładem jest bliźniak aragonitu, gdzie trzy kryształy rombowe krzyżują się, tworząc fałszywy słup heksagonalny.

Wiele rodzajów zbliźniaczeń ma swoje własne nazwy zwyczajowe:
- jaskółcze ogony – występujące w gipsie[1]; ma ono charakter stykowy, przypomina wyglądem rozgałęziony ogon jaskółki; w Polsce występują w dolinie Nidy, ich wielkość dochodzi nawet do 3 m
- krzyż żelazny – występują w staurolicie[1]; powstają z dwu przerosłych obróconych o 90° kryształów o postaci dwunastościanu pentagonalnego
- karlsbadzkie  – występujące w ortoklazach; proste, oś bliźniacza Z, płaszczyzna zrostu (010)
- albitowe – oś bliźniacza prostopadła do (010), płaszczyzna zrostu (010)
- karlsbadzko-albitowe – oś bliźniacza jest prostopadła do osi Z i leży w płaszczyźnie (010) zaś płaszczyzna zrostu (010)
- kolankowe – występujące w  rutylu;
- krzyżowe typu:
  - krzyż grecki – typ zbliźniaczenia staurolitu, polegający na przerastaniu się słupowych kryształów tego minerału pod kątem prostym
  - krzyż świętego Andrzeja   – typ zbliźniaczenia staurolitu, polegający na przerastaniu się słupowych kryształów tego minerału pod kątem 60°
- trojaki – występujący w aragonitach – typ zbliźniaczeń wielokrotnych, będących zrostem trzech kryształów tego samego rodzaju; często tą nazwą określa się pseudoheksagonalne, cykliczne bliźniaki aragonitu

Przykłady zbliźniaczeń
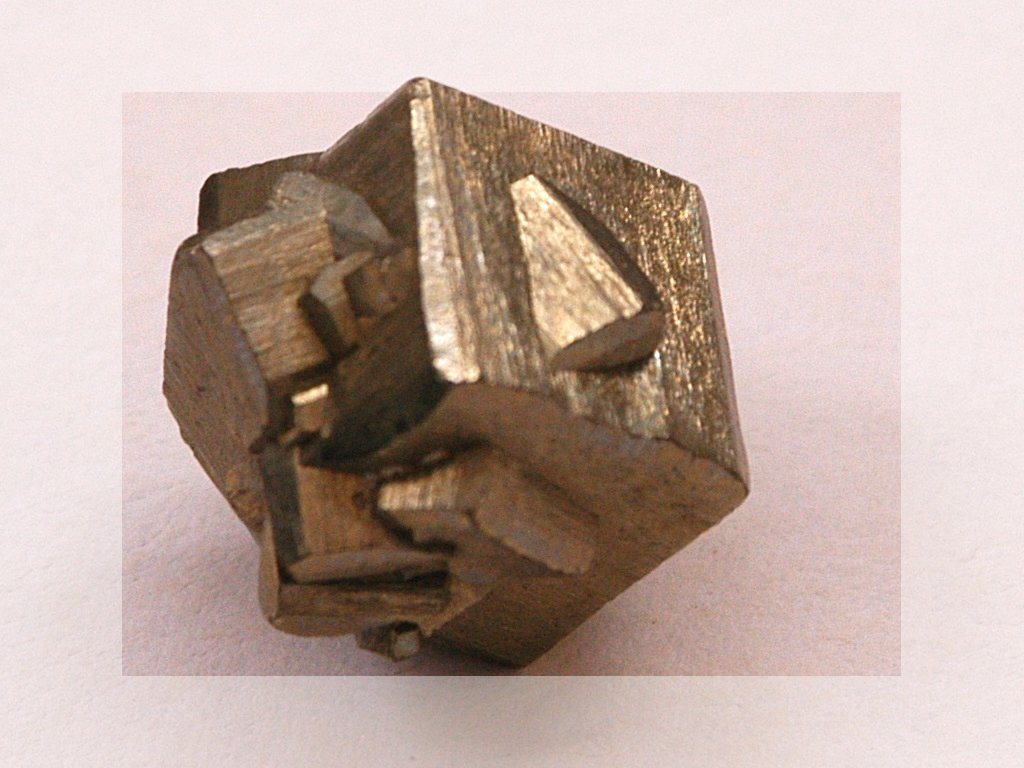
piryt –  kryształy przerosłe
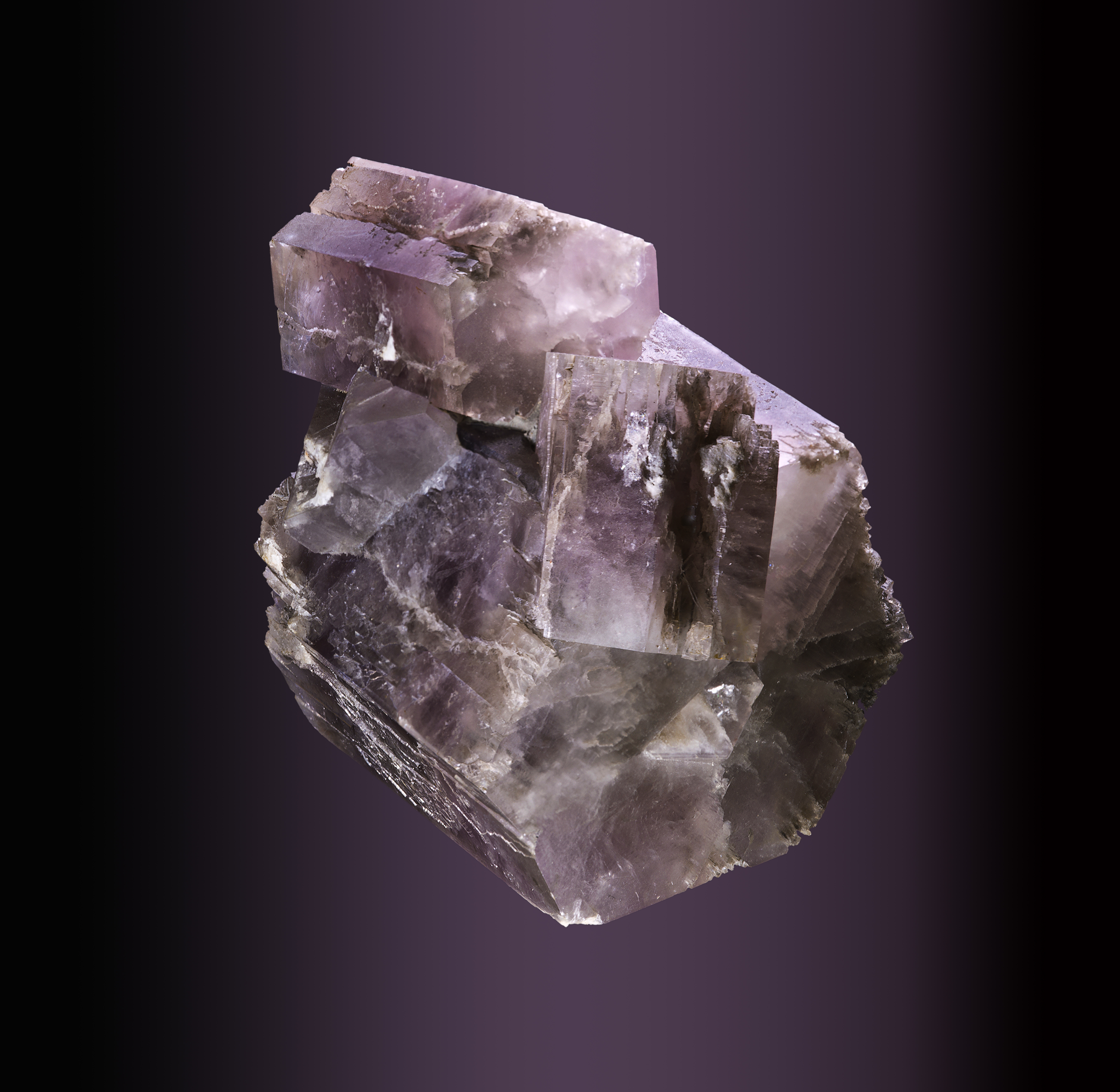
zbliźniaczenia wielokrotne (trojaki) tzw. "gwiazdy aragonitowe"
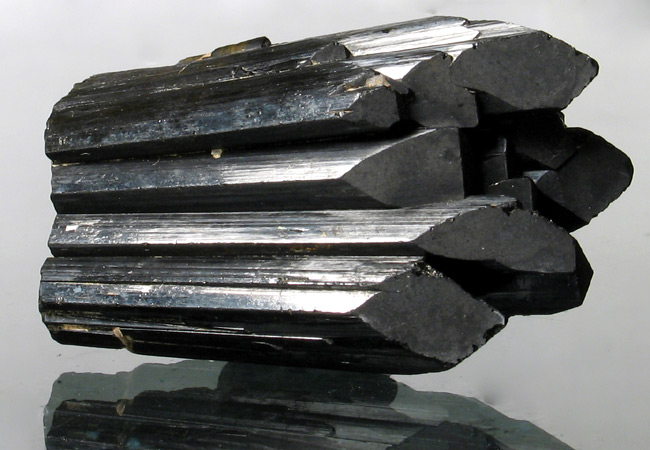
bliźniak wielokrotny, polisyntetyczny (turmalin)
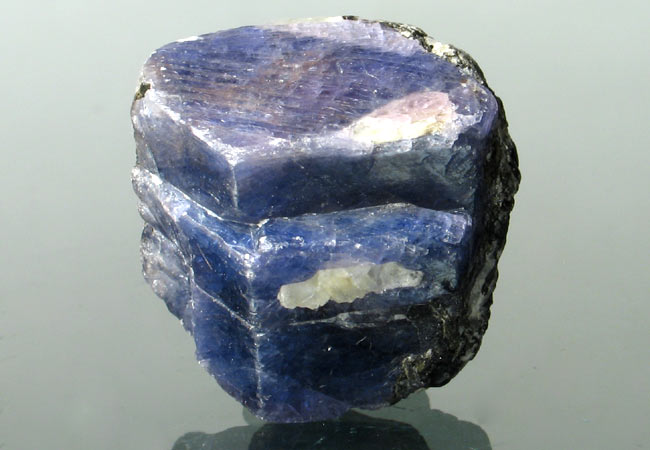
zbliźniaczenie penetracyjne, przerosłe (szafir)
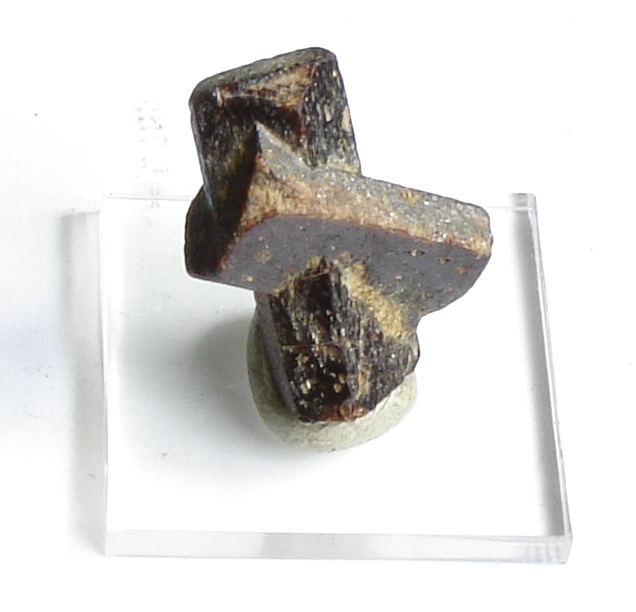
staurolit – "krzyż św. Andrzeja"